# Hotel Barceló San Salvador
Hotel Barceló San Salvador es un hotel de cinco estrellas ubicado en San Salvador, El Salvador. La torre pertenece a la cadena hotelera internacional Grupo Barceló. Antiguamente perteneció al imperio hotelero Hilton. Fue construido en 1997, tiene una altura de 55 metros (180.4 pies) y cuenta con 15 pisos. El edificio fue diseñado por el arquitecto salvadoreño Manuel Roberto Meléndez Bischitz.

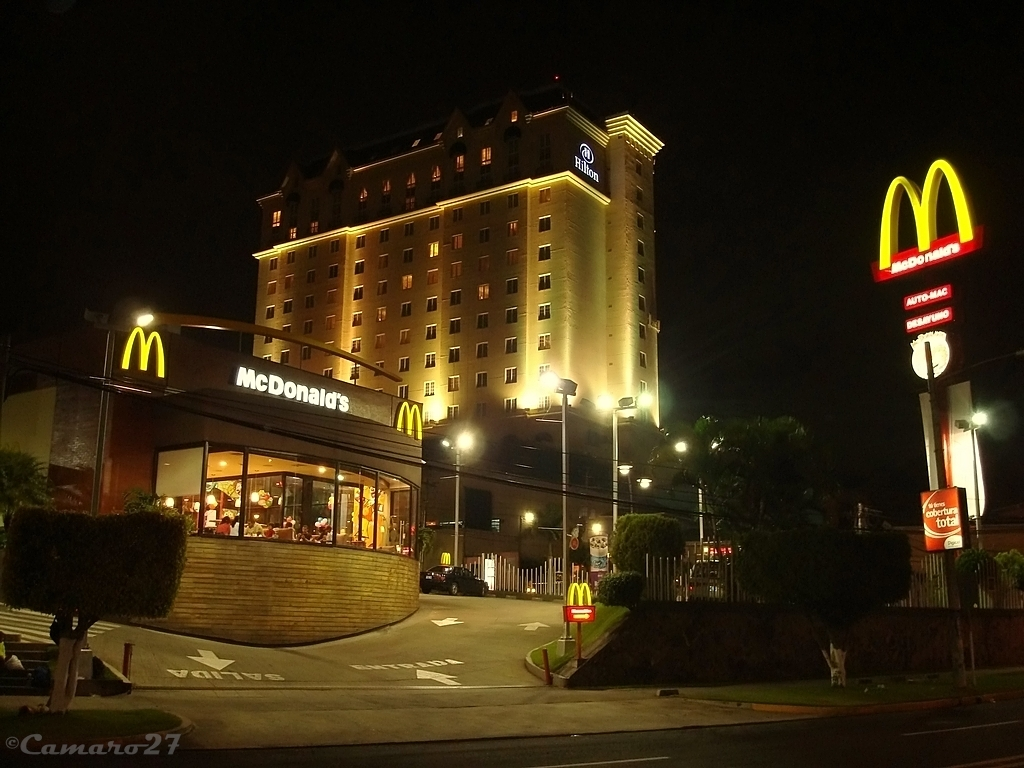
vista nocturna del hotel

## Descripción
Barceló San Salvador en El Salvador, está ubicado en una de las zonas más transitadas de la ciudad conocida como Zona Rosa. Cuenta con 204 habitaciones y suites, un espacio de 1.245 metros² (13.400 pies²).

En el año 2009, en ese año Hotel Hilton Princess San Salvador, fue seleccionado como el número 1, entre más de 290 Hoteles Hilton participantes en América.